# Vešter
Vešter – wieś w Słowenii, w gminie Škofja Loka. W 2018 roku liczyła 247 mieszkańców.